# 9.0: Live
9.0: Live – pierwszy koncertowy album zespołu Slipknot. Płyta została wydana 1 listopada 2005 roku, przez Roadrunner Records. Nagrana została podczas światowej trasy koncertowej promującej album Vol. 3: (The Subliminal Verses).
Dwupłytowy album zawiera 24 utwory zarejestrowane podczas koncertów w Tokio, Osace, Singapurze oraz Las Vegas, a także w Phoenix, Nowym Jorku i Dallas.

## Lista utworów

### CD 1
1. "The Blister Exists"
2. "(Sic)"
3. "Disasterpiece"
4. "Before I Forget"
5. "Left Behind"
6. "Liberate"
7. "Vermilion"
8. "Pulse of the Maggots"
9. "Purity"
10. "Eyeless"
11. "Drum Solo"
12. "Eyeore"

### CD 2
1. "Three Nil"
2. "The Nameless"
3. "Skin Ticket"
4. "Everything Ends"
5. "The Heretic Anthem"
6. "Iowa"
7. "Duality"
8. "Spit it Out"
9. "People = Shit"
10. "Get This"
11. "Wait and Bleed"
12. "Surfacing"

## Twórcy
- Corey Taylor – wokal
- Mick Thomson – gitara solowa
- James Root – gitara rytmiczna
- Paul Gray – gitara basowa
- Joey Jordison – gary, produkcja, miksowanie
- Shawn Crahan – instrumenty perkusyjne, wokal wspierający
- Chris Fehn – instrumenty perkusyjne, wokal wspierający
- Sid Wilson – disc jockey
- Craig Jones – sample